# Pine City
Pine City é uma cidade localizada no estado americano de Minnesota, no Condado de Pine.

## Demografia
Segundo o censo americano de 2000, a sua população era de 3043 habitantes.
Em 2006, foi estimada uma população de 3318, um aumento de 275 (9.0%).

## Geografia
De acordo com o United States Census Bureau tem uma área de
8,4 km², dos quais 7,3 km² cobertos por terra e 1,1 km² cobertos por água. Pine City localiza-se a aproximadamente 290 m acima do nível do mar.

## Localidades na vizinhança
O diagrama seguinte representa as localidades num raio de 16 km ao redor de Pine City.